# Temporada 1996-1997 del FC Barcelona
Les dades més destacades de la temporada 1996-1997 del Futbol Club Barcelona són les següents:

## 1996

### Planificació de la temporada
La primavera de 1996, l'encara entrenador del primer equip Johan Cruijff trameté al president Núñez la seva planificació esportiva de cara la temporada 96-97, amb Laurent Blanc, Zinédine Zidane i Youri Djorkaeff (futurs campions del món) com a fitxatges clau, a més d'altres noms com Juan Antonio Pizzi, Luis Enrique Martínez o David Ginola. A despit que aquests fitxatges ja estaven molt encaminats per l'entorn de Cruijff, el fatídic mes d'abril, en què l'equip perdé la final de la Copa del Rei, caigué eliminat a les semifinals de la Copa de la UEFA i perdé l'enfrontament directe pel títol de lliga amb l'Atlètic de Madrid, precipità l'acomiadament de l'entrenador. Finalment, d'aquests jugadors solament arribaren Luis Enrique, Pizzi i Blanc, tots tres lliures. Posteriorment, i ja amb Bobby Robson com a entrenador confirmat per la nova temporada, es concretaren els fitxatges de Giovanni Silva, Vítor Baía, Fernando Couto i Ronaldo Nazário, a més del retorn de Stoítxkov.

## 1997

### Abril
- 20 abril - 35a. jornada de Lliga. El Barça s'imposa al Camp Nou (2-0) a l'Athletic Club de Luis Fernandez amb gols d'Abelardo i Ronaldo. El brasiler assoleix el seu 30è gol. -- Josep Lluis Núñez anuncia que l'objectiu per a ocupar la banqueta del primer equip la temporada vinent és el neerlandès Van Gaal, actualment a l'Ajax, i que també vol comptar amb l'actual entrenador del Betis Serra Ferrer, que juntament amb Robson completaran el nou cos tècnic.
- 19 abril -  La secció d'handbol s'adjudica la seva tercera Copa d'Europa. L'equip de Valero Rivera s'imposa en el partit de tornada al campió croata Badel Zagreb a domicili (23-30), completant així una temporada espectacular en la qual s'adjudica tots els títols en què ha competit.

## Plantilla
Plantilla a final de temporada
| N. | Pos. | Nac. | Jugador                   |
| -- | ---- | --- | ------------------------- |
| 1  | POR  | [[Fitxer:Flag of Portugal.svg\|23x15px\|border \|alt=Portugal\|link=Selecció de futbol de Portugal\|{{#if:\|]]                  | Vítor Baía                |
| 2  | DEF  | [[Fitxer:Flag of Catalonia.svg\|23x15px\|border \|alt=Catalunya\|link=Selecció de futbol de Catalunya\|{{#if:\|]]               | Albert Ferrer             |
| 3  | DEF  | [[Fitxer:Flag of Spain.svg\|23x15px\|border \|alt=Espanya\|link=Selecció de futbol d'Espanya\|{{#if:\|]]                        | Abelardo                  |
| 4  | MIG  | [[Fitxer:Flag of Catalonia.svg\|23x15px\|border \|alt=Catalunya\|link=Selecció de futbol de Catalunya\|{{#if:\|]]               | Pep Guardiola             |
| 5  | MIG  | [[Fitxer:Flag of Romania.svg\|23x15px\|border \|alt=Romania\|link=Selecció de futbol de Romania\|{{#if:\|]]                     | Gheorghe Popescu          |
| 6  | MIG  | [[Fitxer:Flag of Spain.svg\|23x15px\|border \|alt=Espanya\|link=Selecció de futbol d'Espanya\|{{#if:\|]]                        | José Mari Bakero (capità) |
| 7  | MIG  | [[Fitxer:Flag of Portugal.svg\|23x15px\|border \|alt=Portugal\|link=Selecció de futbol de Portugal\|{{#if:\|]]                  | Luís Figo                 |
| 8  | DAV  | [[Fitxer:Flag of Bulgaria.svg\|23x15px\|border \|alt=Bulgària\|link=Selecció de futbol de Bulgària\|{{#if:\|]]                  | Hristo Stoítxkov          |
| 9  | DAV  | [[Fitxer:Flag of Brazil.svg\|23x15px\|border \|alt=Brasil\|link=Selecció de futbol del Brasil\|{{#if:\|]]                       | Ronaldo                   |
| 10 | MIG  | [[Fitxer:Flag of Brazil.svg\|23x15px\|border \|alt=Brasil\|link=Selecció de futbol del Brasil\|{{#if:\|]]                       | Giovanni                  |
| 11 | DAV  | [[Fitxer:Flag of Spain.svg\|23x15px\|border \|alt=Espanya\|link=Selecció de futbol d'Espanya\|{{#if:\|]]                        | Ángel Cuéllar             |
| 12 | DEF  | [[Fitxer:Flag of Catalonia.svg\|23x15px\|border \|alt=Catalunya\|link=Selecció de futbol de Catalunya\|{{#if:\|]]               | Sergi Barjuán             |
| 13 | POR  | [[Fitxer:Flag of Catalonia.svg\|23x15px\|border \|alt=Catalunya\|link=Selecció de futbol de Catalunya\|{{#if:\|]]               | Carles Busquets           |
| 15 | DEF  | [[Fitxer:Flag of France (1794–1815, 1830–1974).svg\|23x15px\|border \|alt=França\|link=Selecció de futbol de França\|{{#if:\|]] | Laurent Blanc             |

| N. | Pos. | Nac. | Jugador            |
| -- | ---- | --- | ------------------ |
| 16 | MIG  | [[Fitxer:Flag of Catalonia.svg\|23x15px\|border \|alt=Catalunya\|link=Selecció de futbol de Catalunya\|{{#if:\|]]                              | Òscar Garcia       |
| 17 | MIG  | [[Fitxer:Flag of Nigeria.svg\|23x15px\|border \|alt=Nigèria\|link=Selecció de futbol de Nigèria\|{{#if:\|]]                                    | Emmanuel Amunike   |
| 18 | MIG  | [[Fitxer:Flag of the Valencian Community (2x3).svg\|23x15px\|border \|alt=País Valencià\|link=Selecció de futbol del País Valencià\|{{#if:\|]] | Guillermo Amor     |
| 19 | DAV  | [[Fitxer:Flag of Spain.svg\|23x15px\|border \|alt=Espanya\|link=Selecció de futbol d'Espanya\|{{#if:\|]]                                       | Juan Antonio Pizzi |
| 20 | DEF  | [[Fitxer:Flag of the Balearic Islands.svg\|23x15px\|border \|alt=Illes Balears\|link=Selecció de futbol de les Illes Balears\|{{#if:\|]]       | Miguel Ángel Nadal |
| 21 | MIG  | [[Fitxer:Flag of Spain.svg\|23x15px\|border \|alt=Espanya\|link=Selecció de futbol d'Espanya\|{{#if:\|]]                                       | Luis Enrique       |
| 22 | MIG  | [[Fitxer:Flag of Croatia.svg\|23x15px\|border \|alt=Croàcia\|link=Selecció de futbol de Croàcia\|{{#if:\|]]                                    | Robert Prosinečki  |
| 23 | MIG  | [[Fitxer:Flag of Spain.svg\|23x15px\|border \|alt=Espanya\|link=Selecció de futbol d'Espanya\|{{#if:\|]]                                       | Iván de la Peña    |
| 24 | DEF  | [[Fitxer:Flag of Portugal.svg\|23x15px\|border \|alt=Portugal\|link=Selecció de futbol de Portugal\|{{#if:\|]]                                 | Fernando Couto     |
| 25 | POR  | [[Fitxer:Flag of Spain.svg\|23x15px\|border \|alt=Espanya\|link=Selecció de futbol d'Espanya\|{{#if:\|]]                                       | Julen Lopetegui    |
| 26 | MIG  | [[Fitxer:Flag of Andorra.svg\|23x15px\|border \|alt=Andorra\|link=Selecció de futbol d'Andorra\|{{#if:\|]]                                     | Albert Celades     |
| 27 | MIG  | [[Fitxer:Flag of Catalonia.svg\|23x15px\|border \|alt=Catalunya\|link=Selecció de futbol de Catalunya\|{{#if:\|]]                              | Roger García       |
| 28 | POR  | [[Fitxer:Flag of Catalonia.svg\|23x15px\|border \|alt=Catalunya\|link=Selecció de futbol de Catalunya\|{{#if:\|]]                              | Francesc Arnau     |

- Entrenador:  Bobby Robson

## Títols
- Supercopa d'Espanya: (5a)
- Copa: (23a)
- Recopa d'Europa: (4a)[9]

## Estadístiques

### Estadístiques de jugadors
| N. | Pos. | Nac. | Jugador          | Total | Total | Lliga | Lliga | Copa del Rei | Copa del Rei | Recopa d'Europa | Recopa d'Europa | Supercopa | Supercopa |
| N. | Pos. | Nac. | Jugador          | PJ    | Gols  | PJ    | Gols  | PJ           | Gols         | PJ              | Gols            | PJ        | Gols      |
| -- | ---- | --- | ---------------- | ----- | ----- | ----- | ----- | ------------ | ------------ | --------------- | --------------- | --------- | --------- |
| 1  | POR  | [[Fitxer:Flag of Portugal.svg\|23x15px\|border \|alt=Portugal\|link=Selecció de futbol de Portugal\|{{#if:\|]]                                 | Baia             | 51    | -60   | 37    | -43   | 5            | -11          | 8               | -4              | 1         | -2        |
| 2  | DEF  | [[Fitxer:Flag of Catalonia.svg\|23x15px\|border \|alt=Catalunya\|link=Selecció de futbol de Catalunya\|{{#if:\|]]                              | Ferrer           | 29    | 0     | 16+2  | 0     | 5            | 0            | 5               | 0               | 1         | 0         |
| 20 | DEF  | [[Fitxer:Flag of the Balearic Islands.svg\|23x15px\|border \|alt=Illes Balears\|link=Selecció de futbol de les Illes Balears\|{{#if:\|]]       | Nadal            | 39    | 2     | 25+2  | 1     | 4+2          | 0            | 5               | 1               | 1         | 0         |
| 15 | DEF  | [[Fitxer:Flag of France (1794–1815, 1830–1974).svg\|23x15px\|border \|alt=França\|link=Selecció de futbol de França\|{{#if:\|]]                | Blanc            | 38    | 1     | 25+3  | 1     | 4            | 0            | 5               | 0               | 1         | 0         |
| 12 | DEF  | [[Fitxer:Flag of Catalonia.svg\|23x15px\|border \|alt=Catalunya\|link=Selecció de futbol de Catalunya\|{{#if:\|]]                              | Sergi Barjuán    | 49    | 1     | 34    | 1     | 6            | 0            | 7               | 0               | 2         | 0         |
| 5  | MIG  | [[Fitxer:Flag of Romania.svg\|23x15px\|border \|alt=Romania\|link=Selecció de futbol de Romania\|{{#if:\|]]                                    | Popescu          | 44    | 5     | 26+3  | 4     | 4+1          | 0            | 8               | 1               | 2         | 0         |
| 4  | MIG  | [[Fitxer:Flag of Catalonia.svg\|23x15px\|border \|alt=Catalunya\|link=Selecció de futbol de Catalunya\|{{#if:\|]]                              | Guardiola        | 53    | 1     | 38    | 0     | 5+1          | 0            | 6+1             | 1               | 2         | 0         |
| 7  | MIG  | [[Fitxer:Flag of Portugal.svg\|23x15px\|border \|alt=Portugal\|link=Selecció de futbol de Portugal\|{{#if:\|]]                                 | Luís Figo        | 50    | 8     | 34+2  | 4     | 5            | 3            | 8               | 1               | 1         | 0         |
| 10 | MIG  | [[Fitxer:Flag of Brazil.svg\|23x15px\|border \|alt=Brasil\|link=Selecció de futbol del Brasil\|{{#if:\|]]                                      | Giovanni         | 44    | 12    | 24+6  | 7     | 1+4          | 1            | 6+2             | 3               | 1         | 1         |
| 21 | MIG  | [[Fitxer:Flag of Asturias.svg\|23x15px\|border \|alt=Astúries\|link=Selecció de futbol d'Astúries\|{{#if:\|]]                                  | Luis Enrique     | 51    | 18    | 35    | 17    | 6+1          | 1            | 7               | 0               | 2         | 0         |
| 9  | DAV  | [[Fitxer:Flag of Brazil.svg\|23x15px\|border \|alt=Brasil\|link=Selecció de futbol del Brasil\|{{#if:\|]]                                      | Ronaldo          | 49    | 47    | 37    | 34    | 4            | 6            | 7               | 5               | 1         | 2         |
| 13 | POR  | [[Fitxer:Flag of Catalonia.svg\|23x15px\|border \|alt=Catalunya\|link=Selecció de futbol de Catalunya\|{{#if:\|]]                              | Carles Busquets  | 7     | -3    | 4     | -2    | 2            | 0            | 1               | -1              |           |           |
| 24 | DEF  | [[Fitxer:Flag of Portugal.svg\|23x15px\|border \|alt=Portugal\|link=Selecció de futbol de Portugal\|{{#if:\|]]                                 | Fernando Couto   | 35    | 2     | 23+3  | 0     | 5            | 1            | 4               | 1               |           |           |
| 3  | DEF  | [[Fitxer:Flag of Asturias.svg\|23x15px\|border \|alt=Astúries\|link=Selecció de futbol d'Astúries\|{{#if:\|]]                                  | Abelardo         | 32    | 3     | 19+2  | 3     | 3            | 0            | 5+1             | 0               | 1+1       | 0         |
| 23 | MIG  | [[Fitxer:Flag of Cantabria.svg\|23x15px\|border \|alt=Cantàbria\|link=Selecció de futbol de Cantàbria\|{{#if:\|]]                              | De la Peña       | 43    | 4     | 17+16 | 2     | 3            | 1            | 4+2             | 0               | 0+1       | 1         |
| 8  | DAV  | [[Fitxer:Flag of Bulgaria.svg\|23x15px\|border \|alt=Bulgària\|link=Selecció de futbol de Bulgària\|{{#if:\|]]                                 | Stoichkov        | 35    | 8     | 13+9  | 7     | 3+1          | 0            | 5+2             | 0               | 2         | 1         |
| 27 | MIG  | [[Fitxer:Flag of Catalonia.svg\|23x15px\|border \|alt=Catalunya\|link=Selecció de futbol de Catalunya\|{{#if:\|]]                              | Roger García     | 21    | 2     | 12+4  | 2     | 1            | 0            | 1+3             | 0               |           |           |
| 17 | MIG  | [[Fitxer:Flag of Nigeria.svg\|23x15px\|border \|alt=Nigèria\|link=Selecció de futbol de Nigèria\|{{#if:\|]]                                    | Emmanuel Amunike | 22    | 1     | 11+8  | 1     | 1+2          | 0            |                 |                 |           |           |
| 18 | MIG  | [[Fitxer:Flag of the Valencian Community (2x3).svg\|23x15px\|border \|alt=País Valencià\|link=Selecció de futbol del País Valencià\|{{#if:\|]] | Amor             | 37    | 0     | 10+16 | 0     | 3            | 0            | 2+4             | 0               | 2         | 0         |
| 16 | MIG  | [[Fitxer:Flag of Catalonia.svg\|23x15px\|border \|alt=Catalunya\|link=Selecció de futbol de Catalunya\|{{#if:\|]]                              | Òscar Garcia     | 18    | 5     | 6+8   | 4     | 1+3          | 1            | 0               | 0               |           |           |
| 11 | DAV  | [[Fitxer:Flag of Extremadura with COA.svg\|23x15px\|border \|alt=Extremadura\|link=Selecció de futbol d'Extremadura\|{{#if:\|]]                | Ángel Cuéllar    | 12    | 0     | 6+2   | 0     | 0+1          | 0            | 0+2             | 0               | 0+1       | 0         |
| 19 | DAV  | [[Fitxer:Flag of Argentina.svg\|23x15px\|border \|alt=Argentina\|link=Selecció de futbol de l'Argentina\|{{#if:\|]]                            | Pizzi            | 49    | 16    | 5+28  | 9     | 5+2          | 5            | 2+5             | 1               | 1+1       | 1         |
| 26 | MIG  | [[Fitxer:Flag of Andorra.svg\|23x15px\|border \|alt=Andorra\|link=Selecció de futbol d'Andorra\|{{#if:\|]]                                     | Albert Celades   | 6     | 0     | 3+1   | 0     | 1            | 0            | 1               | 0               |           |           |
| 6  | MIG  | [[Fitxer:Bandera de Navarra.svg\|23x15px\|border \|alt=Navarra\|link=Selecció de futbol de Navarra\|{{#if:\|]]                                 | Bakero           | 6     | 1     | 1+3   | 1     | 0            | 0            | 0+1             | 0               | 0+1       | 0         |
| 28 | POR  | [[Fitxer:Flag of Catalonia.svg\|23x15px\|border \|alt=Catalunya\|link=Selecció de futbol de Catalunya\|{{#if:\|]]                              | Arnau            | 1     | -3    | 1     | -3    |              |              |                 |                 |           |           |
| 22 | MIG  | [[Fitxer:Flag of Croatia.svg\|23x15px\|border \|alt=Croàcia\|link=Selecció de futbol de Croàcia\|{{#if:\|]]                                    | Prosinečki       | 3     | 0     | 0     | 0     | 0            | 0            | 2+1             | 0               | 0         | 0         |
| 25 | POR  | [[Fitxer:Flag of Spain.svg\|23x15px\|border \|alt=Espanya\|link=Selecció de futbol d'Espanya\|{{#if:\|]]                                       | Julen Lopetegui  | 1     | -3    | 0     | 0     | 0            | 0            | 0               | 0               | 1         | -3        |

## Resultats
| PARTITS |
| --- |
| 1-9-1996 LLIGA OVIEDO-BARCELONA 2-4 7-9-1996 LLIGA BARCELONA-ESPANYOL 2-1 15-9-1996 LLIGA RACING-BARCELONA 1-1 22-9-1996 LLIGA BARCELONA-REAL SOCIEDAD 3-2 29-9-1996 LLIGA ZARAGOZA-BARCELONA 3-5 2-10-1996 LLIGA BARCELONA-TENERIFE 1-1 12-10-1996 LLIGA COMPOSTELA-BARCELONA 1-5 20-10-1996 LLIGA BARCELONA-LOGRONES 8-0 23-10-1996 LLIGA SEVILLA-BARCELONA 0-1 26-10-1996 LLIGA BARCELONA-VALENCIA 3-2 4-11-1996 LLIGA SPORTING-BARCELONA 0-0 9-11-1996 LLIGA BARCELONA-AT. MADRID 3-3 18-11-1996 LLIGA BARCELONA-VALLADOLID 6-1 23-11-1996 LLIGA ATHLETIC-BARCELONA 2-1 2-12-1996 LLIGA BARCELONA-EXTREMADURA 3-0 7-12-1996 LLIGA REAL MADRID-BARCELONA 2-0 22-12-1996 LLIGA BARCELONA-CELTA 1-0 4-1-1997 LLIGA DEPORTIVO-BARCELONA 0-1 13-1-1997 LLIGA BARCELONA-HERCULES 2-3 19-1-1997 LLIGA BETIS-BARCELONA 2-4 26-1-1997 LLIGA BARCELONA-RAYO 6-0 2-2-1997 LLIGA BARCELONA-OVIEDO 2-2 9-2-1997 LLIGA ESPANYOL-BARCELONA 2-0 16-2-1997 LLIGA BARCELONA-RACING 1-0 20-2-1997 LLIGA REAL SOCIEDAD-BARCELONA 2-0 23-2-1997 LLIGA BARCELONA-ZARAGOZA 4-1 1-3-1997 LLIGA TENERIFE-BARCELONA 4-0 9-3-1997 LLIGA BARCELONA-COMPOSTELA 3-0 16-3-1997 LLIGA LOGRONES-BARCELONA 0-1 23-3-1997 LLIGA BARCELONA-SEVILLA 4-0 30-3-1997 LLIGA VALENCIA-BARCELONA 1-1 6-4-1997 LLIGA BARCELONA-SPORTING 4-0 13-4-1997 LLIGA AT. MADRID-BARCELONA 2-5 16-4-1997 LLIGA VALLADOLID-BARCELONA 3-1 20-4-1997 LLIGA BARCELONA-ATHLETIC 2-0 5-5-1997 LLIGA EXTREMADURA-BARCELONA 1-3 10-5-1997 LLIGA BARCELONA-REAL MADRID 1-0 19-5-1997 LLIGA CELTA-BARCELONA 1-3 24-5-1997 LLIGA BARCELONA-DEPORTIVO 1-0 1-6-1997 LLIGA HERCULES-BARCELONA 2-1 15-6-1997 LLIGA BARCELONA-BETIS 3-0 22-6-1997 LLIGA ESPANOLA RAYO-BARCELONA 1-2 30-01-1997 COPA DEL REI BARCELONA-REAL MADRID 3-2 06-02-1997 COPA DEL REI REAL MADRID-BARCELONA 1-1 26-02-1997 COPA DEL REI ATLETICO DE MADRID-BARCELONA 2-2 12-03-1997 COPA DEL REI BARCELONA-ATLETICO DE MADRID 5-4 26-03-1997 COPA DEL REI LAS PALMAS-BARCELONA 0-4 03-04-1997 COPA DEL REI BARCELONA-LAS PALMAS 3-0 28-06-1997 COPA DEL REI FINAL BARCELONA-BETIS 3-2 25-08-1996 SUPERCOPA D'ESPANYA BARCELONA-ATLETICO DE MADRID 5-2 28-08-1996 SUPERCOPA D'ESPANYA ATLETICO DE MADRID-BARCELONA 3-1 12-09-1996 RECOPA DE EUROPA BARCELONA-AEK LARNACA 2-0 26-09-1996 RECOPA DE EUROPA AEK LARNACA-BARCELONA 0-0 17-10-1996 RECOPA DE EUROPA BARCELONA-ESTRELLA ROJA 3-1 31-10-1996 RECOPA DE EUROPA ESTRELLA ROJA-BARCELONA 1-1 06-03-1997 RECOPA DE EUROPA BARCELONA-AIK SOLNA 3-1 20-03-1997 RECOPA AIK SOLNA-BARCELONA 1-1 10-04-1997 RECOPA BARCELONA-FIORENTINA 1-1 24-04-1997 RECOPA FIORENTINA-BARCELONA 0-2 14-05-1997 RECOPA FINAL BARCELONA-PARIS SAINT GERMAIN 1-0 28-05-1997 COPA CATALUNYA GIMNÀSTIC-BARCELONA 1-3 28-05-1997 COPA CATALUNYA BARCELONA-MATARO 5-0 10-06-1997 COPA CATALUNYA BARCELONA-EUROPA 1-3 29-07-1996 AMISTÓS SPARTA NIJKERK-BARCELONA 0-4 30-07-1996 AMISTÓS DE GRAAFSCHAP-BARCELONA 1-2 01-08-1996 AMISTÓS FC DEN HAAG-BARCELONA 1-0 03-08-1996 AMISTÓS HEERENVEEN-BARCELONA 5-3 09-08-1996 AMISTÓS TROFEU ANTENA 3 TV ATLETICO DE MADRID-BARCELONA 1-2 11-08-1996 AMISTÓS TROFEU ANTENA 3 TV BETIS-BARCELONA 1-1 /5-4/ PENALS 16-08-1996 TROFEU CIUDAD DE PALMA MALLORCA-BARCELONA 1-3 18-08-1996 TROFEU CIUDAD DE PALMA ATLETICO DE MADRID-BARCELONA 1-0 20-08-1996 TROFEU JOAN GAMPER BARCELONA-SAN LORENZO 2-0 21-08-1996 TROFEU JOAN GAMPER BARCELONA-INTER DE MILAN 2-1 23-08-1996 AMISTÓS SLOVAN BRATISLAVA-BARCELONA 2-1 26-11-1996 AMISTÓS CELTIC GLASGOW-BARCELONA 0-1 21-01-1997 AMISTÓS STANDARD LIEJA-BARCELONA 2-2/4-2/ PENALS 28-5-1997 COPA CATALUNYA TARRAGONA-BARCELONA 1-3 28-5-1997 COPA CATALUNYA BARCELONA-MATARÓ 5-0 10-6-1997 COPA CATALUNYA EUROPA-BARCELONA 3-1 |